# Hilderico
Hilderico (ca. 457 – 533) foi rei dos vândalos entre 523 e 530. Filho de Hunerico e Eudócia, neto de Genserico e Valentiniano III, primo e sucessor de Trasamundo. Herdou um reino em profunda decadência que não se podia comparar militarmente com o que fora aos tempos do avô Genserico. 
Em seu reinado se deu a ruptura nas relações com os ostrogodos devido ao assassinato da irmã de Teodorico, o Grande. Sofreu inúmeras derrotas frente às tribos berberes que tomaram quase todo o Reino Vândalo; assomou-se a isso as guerras contra a nobreza e os afro-romanos desejosos de verem-se livres dos opressores vândalos. 
Recordando sua herança romana, ao ser filho da filha do Valentiniano III, romanizou seu reino, um grande erro segundo os vândalos conservadores, o que levou à sua execução. Favoreceu os católicos, o que lhe levou a inimizar-se com a nobreza. Foi destronado por seu primo Gelimero e morto três anos depois.